# 亚硒酸氢钠
亚硒酸氢钠是一种无机化合物，化学式为NaHSeO3，它是亚硒酸钠的酸式盐之一。它存在无水物和三水合物，三水合物在300.3±0.3 K（约27 °C）时失水，得到无水物，无水物在366.2±0.5 K（约93 °C）分解为Na2Se2O5。